# Saskia Sassen
Saskia Sassen (la Haia, Països Baixos, 1949) és una sociòloga i economista estatunidenca coneguda per les seves anàlisis sobre globalització i migracions internacionals. Sassen va encunyar el terme «ciutat global» per situar les ciutats com a importants nodes de l'economia global i analitzar el seu paper de pont entre les economies i societats nacionals i l'economia internacional.

## Trajectòria
Actualment és professora a la Universitat de Colúmbia i de la London School of Economics. Anteriorment ho havia estat a la Universitat de Chicago. Està casada amb el sociòleg i historiador Richard Sennett.
El maig de 2013 fou guardonada amb el Premi Príncep d'Astúries de Ciències Socials. El novembre de 2014 va signar el manifest «Deixin votar els catalans», juntament amb altres personalitats internacionals.
El gener de 2021, fou una de les 50 personalitats que signar el manifest «Dialogue for Catalonia», promogut per Òmnium Cultural i publicat a The Washington Post i The Guardian, a favor de l'amnistia dels presos polítics catalans i del dret d'autodeterminació en el context del procés independentista català. Els signants lamentaren la judicialització del conflicte polític català i conclogueren que aquesta via, lluny de resoldre'l, l'agreuja: «ha comportat una repressió creixent i cap solució». Alhora, feren una crida al «diàleg sense condicions» de les parts «que permeti a la ciutadania de Catalunya decidir el seu futur polític» i exigiren la fi de la repressió i l'amnistia per als represaliats.